# Billy Meier
Eduard Albert Meier (sinh ngày 3 tháng 2 năm 1937) là công dân Thụy Sĩ nổi tiếng vì những bức ảnh chụp gây tranh cãi bị nghi ngờ là vật thể bay không xác định (UFO), mà ông lấy làm bằng chứng nhằm ủng hộ cho lời tuyên bố rằng ông có mối liên hệ với các thực thể ngoài hành tinh. Ông còn trưng bày một loạt vật chứng gây tranh cãi khác trong những năm 1970 như những mẫu kim loại, bản ghi âm và cảnh phim quay. Meier báo cáo mình thường xuyên tiếp xúc với những thực thể ngoài hành tinh mà ông gọi là Plejaren. Meier tuyên bố rằng người Plejaren có ngoại hình tương tự như loài người, hành tinh quê nhà của người Plejaren có tên gọi là Erra, nằm trong một chiều không gian bằng một phần một giây chuyển đổi từ chiều không gian của chúng ta, cách khoảng 80 năm ánh sáng bên ngoài Pleiades, một cụm sao mở. Plejaren được Meier đặt cho cái tên Pleiadians đến tận năm 1995.

## Lý lịch
Chào đời tại thị trấn Bülach vùng Zürcher Unterland, thời niên thiếu Meier tình nguyện gia nhập Binh đoàn Lê dương Pháp, nhưng cho biết ông đã sớm xuất ngũ và trở về nhà. Năm 1965, ông bị mất cánh tay trái trong một vụ tai nạn xe buýt ở Thổ Nhĩ Kỳ. Năm 1966, ông kết hôn với một người phụ nữ Hy Lạp tên là Kalliope Zafiriou, cả hai có với nhau ba mặt con. Biệt danh "Billy" do một ông bạn người Mỹ đặt cho vì nghĩ phong cách thời trang kiểu cao bồi của Meier làm ông liên tưởng đến "Billy the Kid." Chính Meier đã kể lại giai thoại này trong một cuộc phỏng vấn với Bob Zanotti của Đài Phát thanh Quốc tế Thụy Sĩ vào tháng 6 năm 1982.
Meier đã tích lũy được một bộ sưu tập ảnh đồ sộ cho thấy con tàu vũ trụ đầy khả nghi mà ông gọi là "beamship" cũng như người Plejaren. Meier nói rằng người Plejaren đã cho phép chụp ảnh và quay phim beamship của họ để ông có thể đưa ra một số bằng chứng về các chuyến thăm viếng ngoài hành tinh của họ. Tuyên bố của Meier đều nhận được sự tin tưởng và bất đồng từ những người hoài nghi và đam mê UFO.
Meier bắt đầu xuất bản bộ sưu tập ảnh của mình vào những năm 1970. Những bức ảnh chụp của ông đều xuất hiện trên các tờ báo và tạp chí khác nhau từ khắp nơi trên thế giới, chẳng hạn như Quick, Blick, Argosy UFO và Il Giornale dei Misteri.

## Người ngoài hành tinh

### Plejaren
"Billy" Eduard Albert Meier tuyên bố hồi mới năm tuổi ông đã có những lần tiếp xúc đầu tiên với một chủng tộc người ngoài hành tinh gọi là Plejaren (phát âm: Play-Yar-En) kể từ năm 1942 với một người đàn ông ngoài hành tinh già dặn tên là Sfath. Mối liên hệ giữa đôi bên kéo dài cho đến năm 1953, ngay trước khi Sfath mất. Từ năm 1953 đến 1964, Meier tiếp tục có sự giao thiệp với một người phụ nữ ngoài hành tinh được gọi là Asket, không thuộc chủng loài Plejaren. Meier kể rằng sau mười một năm gián đoạn, mối liên hệ được trở lại một lần nữa (bắt đầu từ ngày 28 tháng 1 năm 1975) với một người phụ nữ ngoài hành tinh tên là Semjase, cháu gái của Sfath. Meier nói rằng ông còn có nhiều lần liên lạc với một người đàn ông khác thuộc chủng Plejaren gọi là Ptaah, bắt đầu vào năm 1975 và vẫn tiếp tục cho đến ngày nay.
Meier nói rằng người Plejaren đến từ một hành tinh gọi là Erra, chỉ nhỏ hơn phần nào so với Trái Đất, và có dân số khoảng 500 triệu người. Erra là một trong mười hành tinh có quỹ đạo mặt trời trung tâm được gọi là Tayget, nằm trong hệ sao Plejares. Bốn trong số mười hành tinh là có người ở. Tuổi thọ trung bình của một người Plejaren là 1000 năm. Điều này là do mức độ tiến hóa cũng như các yếu tố di truyền của họ cao hơn so với loài người trên Trái Đất. Meier báo cáo rằng Plejaren trông giống như những người đến từ vùng Bắc Âu.
Cho đến năm 1995, người Plejaren và đồng minh của họ đã có ba trạm bí mật trên Trái Đất, nằm ở Thụy Sĩ, Bắc Mỹ và châu Á. Từ năm 1975 đến năm 1988, tổng số người ngoài hành tinh trú đóng tại đây đã có không ít hơn 2862 cá nhân. Người Plejaren và đồng minh của họ đã rút khỏi Trái Đất vào năm 1995 và cả ba trạm này đều bị bỏ trống và hủy hoại hoàn toàn. Sự triệt thoái này có liên quan đến các sự kiện trong tương lai mà không được nêu rõ. Tuy nhiên, Meier nói rằng ông vẫn vẫn liên lạc thường xuyên với người Plejaren.
Người Plejaren nói rằng họ là hậu duệ từ tổ tiên chung của chúng ta từng sinh sống ở trên Trái Đất hàng ngàn năm về trước. Những tổ tiên này đã ảnh hưởng đến sự phát triển của dân cư Trái Đất cả về mặt tích cực lẫn tiêu cực. Người Plejaren cảm thấy mình có một phần trách nhiệm cho hành vi của những vị tổ tiên sơ khai của họ. Lý do chính mà người Plejaren đến Trái Đất là để truyền đạt "những lời dạy bảo về tâm linh" trong vũ trụ nhằm làm trung hòa các tác động tiêu cực của những tôn giáo khác nhau.
Ông cũng tuyên bố rằng mình đã tới viếng thăm những thế giới và thiên hà khác cùng một vũ trụ khác nữa với người ngoài hành tinh. Meier thú thực rằng ông nhận được sự hướng dẫn để ghi lại cuộc trò chuyện của mình với các sinh vật ngoài hành tinh khác nhau, hầu hết trong số đó đều được xuất bản bằng tiếng Đức. Những cuốn sách này có nhan đề Contact Notes (hay Contact Reports), bắt đầu vào năm 1975, trong đó có chứa nhiều tài liệu về Plejaren, bao gồm cả những nguyên nhân mà họ viếng thăm Trái Đất. Meier gọi người Pleiades bằng cái tên Plejaren cho đến năm 1995.

### Beamship

Một trong những bức ảnh của Meier về "beamship bên cạnh một cái cây".

Meier nói rằng người Plejaren gọi tàu vũ trụ của họ là "beamship", và ông được phép chụp hình chúng trong những năm 1970 và 1980. Dù tính xác thực của những tấm ảnh này đã bị nhiều người phủ nhận. Meier mô tả loại tàu này có dạng hình dĩa, đường kính từ 7 đến 21 mét, với vỏ tàu bên ngoài gồm có đồng, niken, và hợp kim bạc tạo thành một lớp vỏ liền mạch duy nhất. Ông tuyên bố rằng beamship có thể bay lặng lẽ (và vô hình nếu cần thiết) ở tốc độ cực nhanh, và một số có khả năng du hành thời gian, cả về phía trước và phía sau. Ông nói rằng tàu vũ trụ Plejaren trông rất lớn, có đường kính lên tới vài cây số, được sử dụng cho việc di chuyển giữa các vì sao.

## Phim ảnh
Một số bằng chứng quan trọng nhất trong những lời tuyên bố của Meier xuất phát từ bộ sưu tập ảnh đồ sộ của ông. Chúng bao gồm những hình ảnh về đĩa kim loại bay lướt trên miền quê Thụy Sĩ, ảnh cập bến của Apollo–Soyuz năm 1975, những tấm ảnh về các vật thể bay trên trời từ góc nhìn nổi bật không thuộc Trái Đất, ảnh chụp thấy rõ người ngoài hành tinh, những cảnh Trái Đất thời tiền sử và những cảnh về một tương lai bị tàn phá.
Một số nhà nghiên cứu UFO như Stanton T. Friedman và Jacques Vallée đã công khai bác bỏ trường hợp của Meier, trong khi số khác tin rằng trường hợp của Meier là trường hợp UFO được nghiên cứu kỹ lưỡng nhất và đáng giá nhất trong lịch sử nghiên cứu UFO. Một số nhà phê bình đã cung cấp các ví dụ về mấy tấm ảnh giả mạo tương tự những gì do chính Meier tạo ra và nhấn mạnh rằng một số ảnh chụp của ông giống hệt những cảnh về sau được tìm thấy trong các cuốn sách khoa học viễn tưởng, tranh vẽ và các chương trình truyền hình. Meier tuyên bố rằng một số tấm ảnh của ông đã bị các cơ quan tình báo sửa đổi và nhét vào bộ sưu tập của ông hòng làm mất uy tín bằng chứng UFO của ông. Kal K. Korff đã từng lớn tiếng trong việc bác bỏ trường hợp của Meier, chỉ ra chứng cớ giả mạo trong những bức ảnh của ông, bao gồm cả hướng ánh sáng và sai lệch tiêu cự phù hợp với việc cắt dán và mô hình kỹ thuật.
Việc phân tích ảnh chụp được thực hiện dựa trên bộ ảnh và thước phim của Meier vào cuối thập niên 1970 khi Meier lần đầu tiên cho xuất bản những tấm ảnh của ông. Năm 1978, một báo cáo có tựa đề "Preliminary Photo Analysis" (Phân tích sơ bộ ảnh chụp) được viết bởi nhà vật lý học Neil M. Davis tại Phòng Công nghệ Thiết kế ở Poway, California, đã cung cấp các kết quả thử nghiệm trong quá trình phân tích một trong những tấm ảnh gây tranh cãi của Meier. Sử dụng kính hiển vi, phát họa mật độ đường đồng mức, kiểm tra bằng chứng tiếp xúc đôi, ảnh dán lên, hoặc một mô hình ở cự ly ngắn treo trên dây. Họ đã tuyên bố "Chẳng tìm thấy được điều gì cho hay đây là một trò bịp bợm" và đưa ra kết luận, "Không tìm thấy được gì trong quá trình kiểm tra ảnh in này khiến cho tôi tin rằng vật thể trong đống ảnh này là bất cứ vật gì khác hơn là một vật thể lớn được ống kính chụp lại từ xa." Họ cũng khuyến cáo rằng ảnh in này là bức ảnh thế hệ thứ hai và một phân tích chi tiết hơn về các bức ảnh chỉ có thể được làm riêng dành cho ảnh âm bản nguyên gốc.
Việc tái tạo mấy tấm ảnh của Meier được chuyên gia hiệu ứng hình ảnh và hoạt cảnh chuyển động bắt bóng Alan Friswell thực hiện trong số ra tháng 6 năm 2005 của tạp chí Fortean Times. Friswell đã dùng các kỹ thuật tạo nên hiệu ứng đặc biệt được sử dụng trong các bộ phim thời đại kỹ thuật số trước, giống như quy trình ngày nay, theo ý kiến của Friswell, đã bị "chơi xấu." Sử dụng các thủ thuật "lỗi thời", chẳng hạn như mô hình thu nhỏ cận cảnh và ảnh cắt ghép, Friswell đã chế tác các bản sao hình ảnh UFO của Meier, nhưng tuyên bố rằng những bức ảnh của mình đã không cách nào xác nhận rằng Meier là một kẻ bịp bợm, vì thiếu trải nghiệm cá nhân về các sự kiện, ông đã không có quyền rút ra ý kiến kết luận theo cách này hay cách khác.
Mối quan hệ của Meier với vợ là Kalliope đã chấm dứt một cách tồi tệ, và vào năm 1997 Kalliope có nói trong một cuộc phỏng vấn rằng UFO trong đống ảnh này y hệt những mô hình mà Meier đã tự làm lấy bằng các món đồ như thùng rác có nắp đậy, đinh thảm và các vật dụng gia đình khác, và những câu chuyện mà ông kể về cuộc phiêu lưu của mình với người ngoài hành tinh hoàn toàn là hư cấu. Bà còn thú nhận rằng một trong những tấm ảnh chụp cảnh một "người phụ nữ ngoài hành tinh" với một khẩu súng ray trong tay cô ấy thực ra chỉ là một người quen mặc bộ đồ phủ lớp mạ vàng, và ảnh chụp hai người phụ nữ ngoài hành tinh là Asket và Nera thực chất là hình ảnh của Michelle DellaFave và Susan Lund, các thành viên thuộc Đoàn ca múa The Golddiggers. Một nghiên cứu được tiến hành bởi IIG kết luận rằng Meier có thể tạo nên những bức ảnh nhờ sử dụng vật dụng trong nhà.

## Mẫu kim loại
Trong cuốn sách của Wendell C. Stevens có tựa đề UFO—Contact from the Pleiades: A Preliminary Investigation Report (1982), trang 424: "Ngắm nhìn từng miếng bằng nhiễu xạ tia X để phân tích nguyên tố, ông tìm thấy một nguyên tố hợp kim duy nhất Thulium (Tm, số nguyên tử 69, trọng lượng nguyên tử 168.934), một nguyên tố chuyển tiếp hiếm trong nhóm Lanthan, và còn cả Rhenium (Re, số nguyên tử 75, trọng lượng nguyên tử 186.2), một kim loại hiếm khác." Hơn nữa xuống trang dưới cũng có đoạn như sau: "Nhìn vào phần đó dưới dạng quang phổ, Thulium, hiển nhiên, chỉ cho thấy đầu dải băng chính cho nguyên tố đó — không tồn tại dải băng thứ hai. Tất cả các nguyên tố đều được kiểm tra quang phổ đã thiếu mất dải băng nằm trong quang phổ của chúng mà lẽ ra cần phải có ở đây nếu chúng là quang phổ nguyên tử bình thường. Điều này chỉ ra rằng các nguyên tố được sắp đặt lại với nhau theo một cách rất khác thường so với công nghệ thông thường trên Trái Đất. Dải quang phổ hoàn toàn khác biệt, vượt xa những gì người ta sẽ xem xét là một đồng vị. Dải băng này hiển thị một nguyên tố có độ tinh khiết rất cao và không có dải băng thứ hai cũng như không có chất xúc tác. Hầu hết các nguyên tố trong qúa trình nghiên cứu đã cho thấy cùng những đặc điểm không thuộc về Trái Đất."
Nhóm nghiên cứu độc lập IIG đã phân tích dữ liệu từ Marcel Vogel xuất hiện trong đoạn video năm 1985 Beamship: The Metal Analysis và trong quyển sách của Wendell Stevens đã nói ở trên. IIG đưa ra lời kết luận như sau: nguyên tố được tìm thấy là nhôm và không phải là thulium, bằng chứng về sự hiện diện của tất cả các nguyên tố nằm trong mẫu vật này thực ra đó chính là bức xạ hãm (tiếng Đức: Bremsstrahlung) không có mang thành phần nguyên tố, cấu trúc này đưa ra giả thuyết là thao tác cực nhỏ kỳ lạ có thể được tìm thấy trên bề mặt của kim loại gia công bằng các công cụ cắt bình thường trong một cửa hàng bán máy cơ khí, và là bằng chứng lưỡng chiết tinh thể được phát hiện bằng cách sử dụng kính hiển vi phân cực chéo Nomarski có thể được tái tạo bằng phép họa đồ của một cấu trúc kim loại đơn giản không có lưỡng chiết liên quan đến nó. IIG cho biết không tìm thấy dữ liệu ủng hộ sự hiện diện của rhenium hoặc bất kỳ nguyên tố đất hiếm nào khác.

## Bản ghi âm
Ngày 14 tháng 4 năm 1976, Meier đã tuyên bố thực hiện một đoạn băng ghi âm dài sáu phút của một UFO trong chuyến bay cùng một lúc bị chiến đấu cơ Mirage của Không quân Thụy Sĩ truy đuổi. Trong bộ phim tài liệu Contact, Wendelle C. Stevens và nhóm điều tra của ông đã nhận được một bản sao của đoạn ghi âm gây tranh cãi này từ Meier và sau đó gửi đi phân tích tại các phòng thí nghiệm âm thanh khác nhau ở Mỹ. Một trong những kỹ sư âm thanh đã báo cáo như sau:
- Trung tâm Âm thanh Đáy biển Hải quân (Naval Under Sea Sound Center) ở Groton, Connecticut: "Đây là lần đầu tiên họ đã nhận dạng tất cả các âm thanh không có nguồn gốc từ vật thể này. Ba chiếc máy bay thông tường đã được tìm ra, hai trong số đó chạy bằng cánh quạt. Cái thứ ba là máy bay phản lực có động cơ duy nhất. Đồ thị tần số đã được chuẩn bị và một cuộc đối đầu được tìm thấy trong kho lưu trữ của 'ngân hàng âm thanh'... Chiếc máy bay thứ ba là một máy bay chiến đấu phản lực có động cơ duy nhất Mirage. Không phát hiện thấy đặc điểm khác thường nào khác đối với âm thanh máy bay thông thường. Những thứ tiếng ồn ngoại cảnh khác được phát hiện bao gồm một con chó nhỏ đang sủa, một con quạ đang kêu, tiếng còi cảnh sát châu Âu, và một số tiếng lạch cạch và lung lay, có khả năng là tiếng kêu lách cách của cửa chặp trên camera. Không có cuộc đụng độ nào được ghi nhận trong 'ngân hàng âm thanh' về đoạn âm thanh mục tiêu của tàu vũ trụ trong nghiên cứu này."